# Divine Intervention (албум)
Divine Intervention е шестият студиен албум на американската траш метъл банда Слейър от 1994 г. с платинен статус в САЩ и Канада.
Въпреки промяната на масовия вкус на публиката, групата тук продължава своите традиции в правенето на музика. Това е дебютното участие на новия барабанист Пол Бостаф, чието влияние и умела техника се усещат в парчета като „Killing Fields“, „Serenity in Murder“ и „Circle of Beliefs“.
Привичният безпощаден и страховит стил е допълнен с внимание върху насилствената политика на репресия, водена от правителствата, в стремежа им за придобиване на повече власт.
Тавата достига до осмо място в Билборд 200 в Америка, и петнадесето място в UK Albums Chart.

## Музиканти
- Том Арая – вокал, бас
- Кери Кинг – китари
- Джеф Ханеман – китари
- Пол Бостаф – барабани